# WSV Eisenerz
Die Werkssportvereinigung Eisenerz war ein österreichischer Sportverein in Eisenerz in der Steiermark mit den Sportarten Ski, Fußball, Tennis, Volleyball, Generationensport, Fit, Stocksport.

## Geschichte
Der Verein  wurde im Jahr 1923 unter dem Namen ATUS Eisenerz mit der Sektion Fußball gegründet. Im Jahr 1934 verbot die nationalsozialistischen Partei den Verein. Nach Beendigung des Zweiten Weltkriegs nahm der Verein als ASV seine Tätigkeit wieder auf. Im Jahre 1956 erschien erstmals der Name WSV Werksportvereinigung Eisenerz. Dieser stark wachsende Verein bestand zu dieser Zeit aus mehreren Sektionen. Die Sportler kämpften in den Bereichen Ski, Stocksport, Handball, Fußball, Tennis, Segelflug, Schwimmen, Tischtennis, FIT, Eishockey und Leichtathletik. Durch den Bau des Eisenerzer Stadions, der Sommer- und Winterschanzen, des nordischen Stützpunktes, des Skiliftes, des Hallenbades und der Sporthalle, teils durch die Stadtgemeinde Eisenerz und teils durch die Werksportvereinigung Eisenerz, wurde das Sportstättenangebot ausgebaut.
Viele Athleten in allen Bereichen haben ihre Wurzeln in der Werksportvereinigung Eisenerz, dazu gehören unter anderem Reinhold Bachler als Olympiamedaillengewinner, Kurt Recher als Profiskiweltmeister, Mario Stecher als Olympiasieger und die jungen Sportler Lukas Klapfer und David Zauner. Die Fußballer, welche seit 1937 im Meisterschaftsbetrieb spielen, erlebten in den 1950er- und 1960er-jahren ihren Höhepunkt. Es gelang ihnen der Aufstieg von der 1. Klasse in die steirische Landesliga. Nach dem Abstieg gelang der WSV-Elf abermals der Wiederaufstieg in die Regionalliga. Von 1960 bis 1965 spielte die Elf unter dem damaligen Trainer Kürschner in der zweithöchsten österreichischen Spielklasse. 2019 wurde der Ligaspielbetrieb eingestellt, welcher jedoch nach einigen Verhandlungen bereits wieder aufgenommen wurde.
Die Stockschützen Frauenmauer können mit Stolz auf einen Europameistertitel in der Jugendklasse zurückblicken. Ebenso gelang des Öfteren, einen Staatsmeistertitel nach Eisenerz zu holen. Dies gelang ebenfalls der Eisbahn Frauenmauer Jugend und der Eisbahn Stadt. Die Eisenerzer Tennisdamen schafften es auch in die höchste steirische Spielklasse, die Landesliga A, aufzusteigen. Einige Jahre wurde in dieser Spielklasse erfolgreich gekämpft. Auch die Handballer waren erfolgreich in der Landesliga unterwegs. Die Volleyballerinnen spielen zurzeit als SG VBV Trofaiach/WSV Eisenerz in der Bundesliga.
Seit der Gründung des SC Erzbergland 2015 unterhält der Verein keine Skisprungabteilung mehr.